# Le avventure di Hooten & the Lady
Le avventure di Hooten & the Lady (Hooten & the Lady) è una serie televisiva britannica trasmessa su Sky 1 dal 16 settembre al 4 novembre 2016. È stata cancellata dopo la prima stagione. 
In Italia la serie è andata in onda in prima visione su Sky Uno dal 13 gennaio al 3 febbraio 2017, mentre in chiaro è stata trasmessa su Paramount Channel dal 7 al 28 dicembre 2017 con il titolo Hooten & the Lady - Cacciatori di tesori.
La serie segue il coraggioso esploratore Ulysses Hooten e l'aristocratica inglese appassionata di storia antica Lady Alexandra "Alex" Lindo-Parker i quali, nonostante le iniziali incompatibilità, si uniscono alla ricerca di tesori nascosti nei luoghi più remoti del pianeta, vivendo pericolose avventure per recuperare reliquie, manoscritti e oggetti leggendari.

## Episodi
| nº | Titolo originale | Titolo italiano           | Prima TV UK       | Prima TV Italia |
| -- | ---------------- | ------------------------- | ----------------- | --------------- |
| 1  | The Amazon       | La città perduta          | 16 settembre 2016 | 13 gennaio 2017 |
| 2  | Rome             | Il libro sibillino        | 23 settembre 2016 | 13 gennaio 2017 |
| 3  | Egypt            | Egitto                    | 30 settembre 2016 | 20 gennaio 2017 |
| 4  | Bhutan           | Il segreto della montagna | 7 ottobre 2016    | 20 gennaio 2017 |
| 5  | Ethiopia         | Saba e Salomone           | 14 ottobre 2016   | 27 gennaio 2017 |
| 6  | Moscow           | Cuore spezzato            | 21 ottobre 2016   | 27 gennaio 2017 |
| 7  | Cambodia         | La pietra Cintamani       | 28 ottobre 2016   | 3 febbraio 2017 |
| 8  | The Caribbean    | Il barile sepolto         | 4 novembre 2016   | 3 febbraio 2017 |

## Trame

### La città perduta
- Titolo originale: The Amazon
- Diretto da: Colin Teague
- Scritto da: Tony Jordan

### Il libro sibillino
- Titolo originale: Rome
- Diretto da: Colin Teague
- Scritto da: James Payne

### Egitto
- Titolo originale: Egypt
- Diretto da: Justin Molotnikov
- Scritto da: Richard Zajdlic

### Il segreto della montagna
- Titolo originale: Buthan
- Diretto da: Justin Molotnikov
- Scritto da: Jeff Povey

### Saba e Salomone
- Titolo originale: Ethiopia
- Diretto da: Andy Hay
- Scritto da: Karla Crome

### Cuore spezzato
- Titolo originale: Moscow
- Diretto da: Julian Holmes
- Scritto da: Sarah Phelps

### La pietra Cintamani
- Titolo originale: Cambodia
- Diretto da: Daniel O'Hara
- Scritto da: Richard Zajdlic

### Il barile sepolto
- Titolo originale: The Caribbean
- Diretto da: Daniel O'Hara
- Scritto da: Tony Jordan

## Personaggi

### Principali
- Ulysses Hooten, interpretato da Michael Landes, doppiato da Riccardo Rossi.
Avventuriero molto scaltro. Prende spesso in giro Alex, soprattutto per il suo imminente matrimonio. Si dimostra molto sicuro di sé e spesso i suoi piani si concludono in modo inaspettato.
- Lady Alexandra "Alex" Lindo-Parker, interpretata da Ophelia Lovibond, doppiata da Francesca Manicone.
Lavora al British Museum di Londra e perciò spesso si offre di andare alla ricerca di antichi manufatti per conto del museo. È fidanzata con Edward che poi sposerà alla fine della stagione. Si trova spesso in disaccordo con Hooten, ma nonostante tutto in caso di bisogno lei lo aiuta.
- Ella Bond, interpretata da Jessica Hynes, doppiata da Daniela Abbruzzese.
- Clive Stephenson, interpretato da Shaun Parkes, doppiato da Roberto Certomà.

### Ricorrenti
- Edward, interpretato da Jonathan Bailey e doppiato da Federico Di Pofi.
- Lady Tabitha Lindo-Parker, interpretata da Jane Seymour, doppiata da Aurora Cancian.

## Accoglienza
Hooten & the Lady è stata ben accolta dalla critica. Sam Wollaston di The Guardian ha paragonato la serie a Indiana Jones. Louisa Mellor di Den of Geek ha descritto lo spettacolo come «molto divertente» e «piacevolmente retrò». LaToya Ferguson di Variety l'ha ritenuta «prevedibile», ma ha elogiato i protagonisti e ha definito la mancanza di coinvolgimento romantico tra di loro come «rinfrescante».